# 그레고어 슐리렌차워
그레고어 슐리렌차워(독일어: Gregor Schlierenzauer, 1990년 1월 7일~)는 오스트리아의 스키점프 선수이다. 스키점프 역사상 가장 뛰어난 선수 중 한 명으로 올림픽에 3회(2010~2018) 참가하여 2010년 동계 올림픽 라지힐 단체전 금메달을 포함한 올림픽 메달 4개를 획득했다. 이 밖에 세계 선수권 대회에서 금메달 6개, 은메달 5개, 동메달 1개를 획득했으며 스키점프 월드컵 2회 종합 우승(2009, 2013)
을 달성했다. 월드컵 대회의 일부인 4대 점프대 토너먼트와 노르딕 토너먼트에서 두 번씩 우승한 그는 2008-09 월드컵 당시 13경기 우승을 달성하면서 한 시즌 개별 월드컵 최다 우승 기록을 세웠으며 2013년 월드컵 당시에는 월드컵 통산 개인전 금메달 46개를 획득하면서 역대 남자 스키점프 월드컵 개인전 최다 금메달리스트가 되었다. 이후 은퇴할 때까지 월드컵 통산 개인전 금메달 53개를 획득하면서 역대 월드컵 최다 개인 금메달을 획득한 남자 스키점프 선수가 되었다.